# Thelkow
Thelkow ist eine Gemeinde im Nordosten des Landkreises Rostock in Mecklenburg-Vorpommern (Deutschland). Die Gemeinde wird vom Amt Tessin mit Sitz in der gleichnamigen Stadt verwaltet.

## Geografie
Die Gemeinde Thelkow liegt auf einer welligen Grundmoränenplatte ca. 30 km östlich von Rostock. Im Norden begrenzt die Recknitz das Gemeindegebiet. Die Landschaft ist durch viele kleinere Seen und Sölle geprägt. Die höchste Erhebung des Gemeindegebietes ist der Mühlenberg mit 55 m ü. NN. Waldflächen befinden sich vor allem auf den Recknitzhängen im Norden der Gemeinde und zwischen den Dörfern Thelkow und Liepen. Die Bundesautobahn 20 verläuft mit einem Teilstück im Süden der Gemeinde. Die nächstgelegenen Kleinstädte sind Tessin und Gnoien.
Umgeben wird Thelkow von den Nachbargemeinden Stubbendorf im Norden, Dettmannsdorf im Nordosten, Grammow im Osten, Nustrow im Südosten, Walkendorf im Süden, Tessin und Zarnewanz im Westen sowie Gnewitz im Nordwesten.
Ortsteile
- Kowalz
- Liepen
- Sophienhof
- Starkow
- Thelkow

## Geschichte

### Thelkow
In älteren Urkunden wurde der Ort Telekowe oder Telekow benannt. Die Herkunft des Namens wird mit Ort des Telka hergeleitet. Die erste urkundliche Erwähnung fand Thelkow 1358. Ein Bertelstorp de Telekowe und ein Geistlicher namens Jacobus wurden hier genannt. Am 2. Juni 1390 verpfändete ein Knappe Henneke Buk an den Knappen Claus Bassewitz neben mehreren Hebungen aus dem Dorf Kowalz die Schmiede und den Krug zu Thelkow. Um diese Zeit scheinen die Bassewitz ihren lang andauernden Besitz im Ort begründet zu haben. Gutsbesitzer waren dann die Lühe (ab 1513), Maltzahn (ab 1783), dann häufiger Wechsel u. a. Oertzen. Die  Kirche aus dem 13. Jahrhundert gehörte im Mittelalter zum Archidiakonat Altkalen im Bistum Cammin. Das erhaltene Gutshaus stammt aus dem 19. Jahrhundert.
Am 1. Juli 1950 wurden die bis dahin eigenständigen Gemeinden Alt Stassow und Liepen eingegliedert.
1967 wurde die Sportgemeinschaft Thelkow Recknitz Ost gegründet, mit den Sportarten Fußball, Volleyball und Gymnastik.

### Geschichte der Ortsteile

#### Kowalz
Kowalz war Gutsbesitz u. a. der Familien von Bassewitz (1658–1789), von Neumann, von Dillenburg, Oerthing, Plüskow (Adelsgeschlecht) (ab 1841) und Randow (Adelsgeschlecht) (1914–1945).
Das unsanierte ein- und zweigeschossige Gutshaus mit mehreren Stufengiebeln stammt aus dem 19. Jh. Hier wurde 1854 die Schriftstellerin Margarete von Oertzen, geb. von Plüskow, geboren.

#### Liepen
Die Großsteingräber Liepen 7, Liepen 8 und Liepen 10 entstanden zwischen 3500 und 2800 v. Chr. Die Lieper Burg aus dem 8. Jahrhundert ist ein Slawischer Burgwall. Das deutet auf eine längere Besiedlung der Gegend hin.
Der Ort selbst wurde erstmals 1358 urkundlich erwähnt. Er wurde am 1. Juli 1950 eingemeindet.

#### Sophienhof
Gutsbesitzer waren u. a. die Familien von der Lühe (bis 1783), von Moltzahn (bis 1786), Wickede (bis 1796), von Plüskow (1841–1914) und von Randow (bis 1945).

#### Starkow
Gutsbesitzer waren in Starkow unter anderen die Familien von der Lühe (1500–1783), von Moltzahn (1783–1797), von Raven (seit 1859), Heydemann (1904–1908) und Asmussen (1922–1923), von Dresky (1926–1936), Schack (bis 1945). Das Gutshaus aus dem 19. Jahrhundert wird saniert.

## Kultur und Sehenswürdigkeiten

### Bauwerke
- Dorfkirche Thelkow aus Feld- und teilweise Backstein von um 1260 bis 1280
- Lieper Burg; Burgwall einer frühslawischen Höhenburg aus dem 8. Jahrhundert
- Gutshaus Starkow mit Park und Gutshausgarten; in Privatbesitz

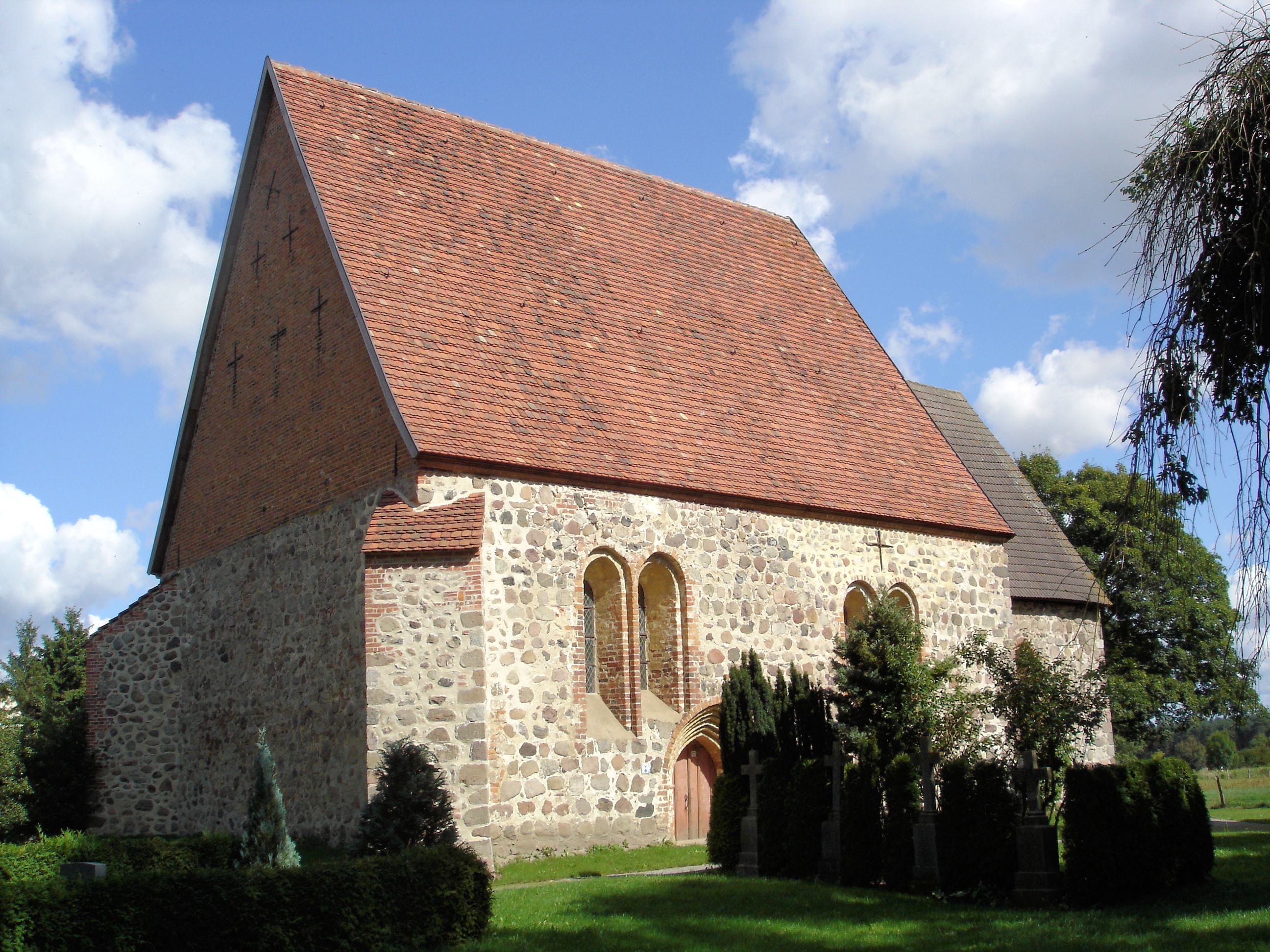
Kirche in Thelkow
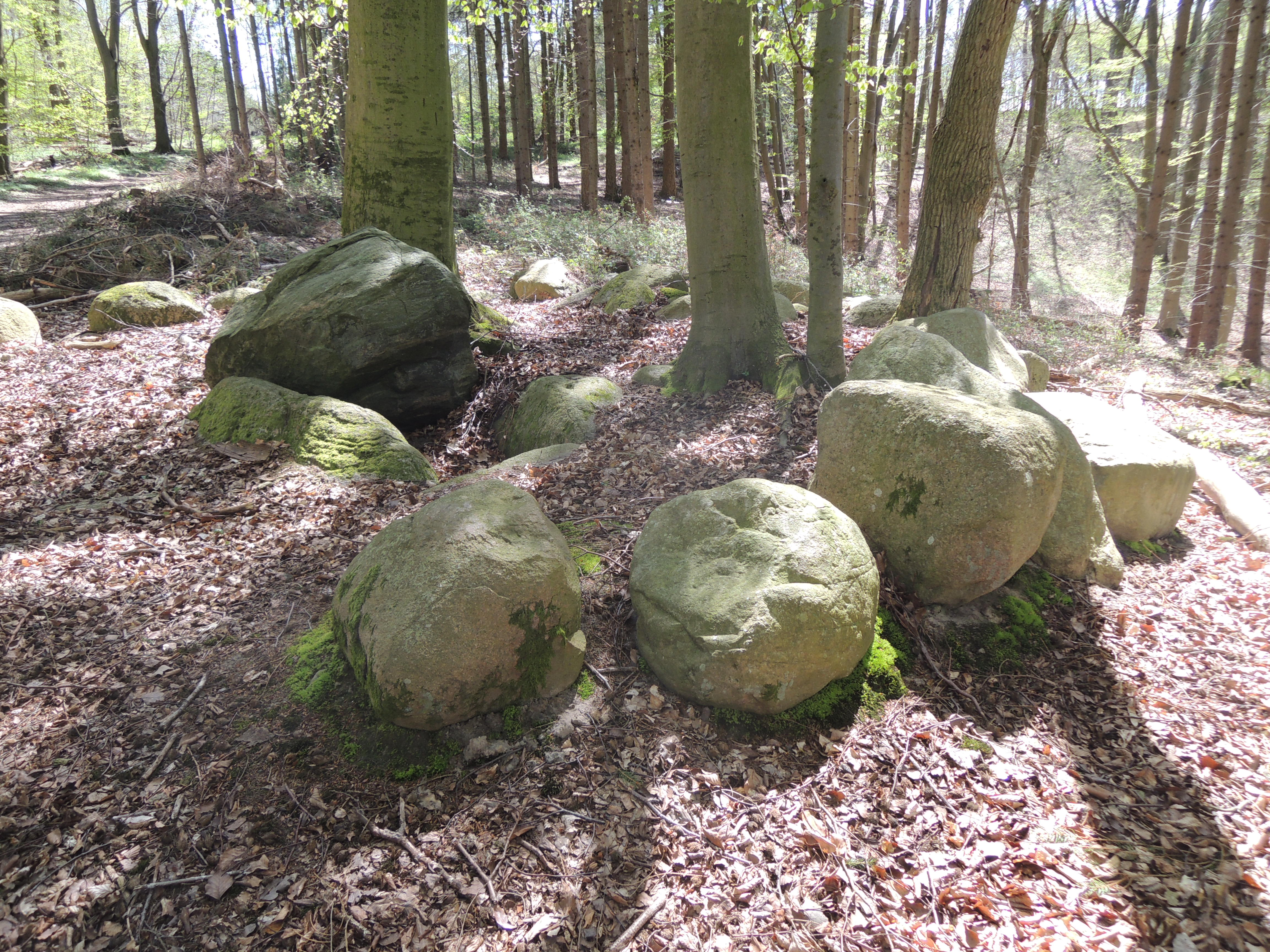
Urdolmen am Teufelssee
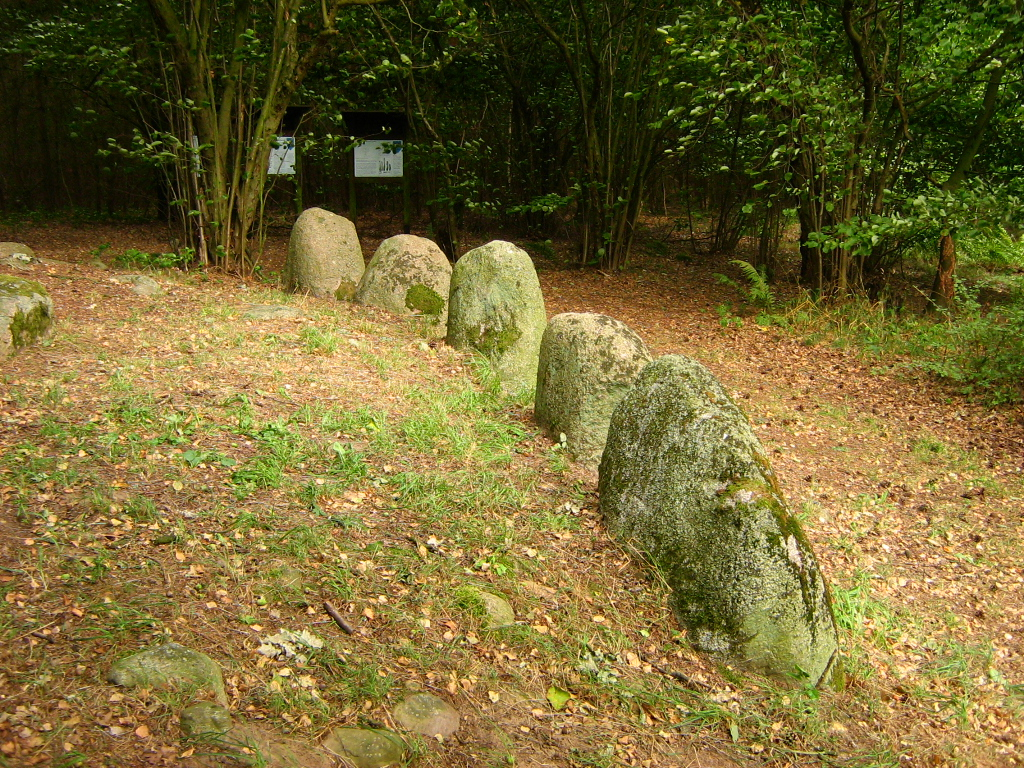
Hünenbett eines Ganggrabes bei Liepen

### Grünflächen und Naherholung
- Naturschutzgebiet Teufelssee mit jungsteinzeitlichen Urdolmen Großsteingrab Thelkow
- Burgsee im Wald nordwestlich von Liepen
- In der Nähe von Liepen liegen die Großsteingräber Liepen 7, Liepen 8 und Liepen 10

## Persönlichkeiten
- Heinrich Behm (1853–1930), lutherischer Theologe und Landesbischof von Mecklenburg-Schwerin, wurde in Thelkow geboren.
- Margarete von Oertzen, geb. von Plüskow (1854–1934), Schriftstellerin und Autorin von Kinder- und Jugendbüchern, wurde auf Gut Kowalz geboren.
- Paschen von der Lühe (1592–1653), Kammerjunker, Gerichtspräsident und Klosterhauptmann, wurde in Thelkow geboren.